# Château-d'Oex
Château-d’Oex (Château-d’Œx) är en ort och  kommun i distriktet Riviera-Pays-d'Enhaut i kantonen Vaud, Schweiz. Kommunen har 3 624 invånare (2023).